# Ossas-Suhare
Ossas-Suhare (Baskisch: Ozaze-Zühara) is een gemeente in het Franse departement Pyrénées-Atlantiques (regio Nouvelle-Aquitaine) en telt 81 inwoners (2009). De plaats maakt deel uit van het arrondissement Oloron-Sainte-Marie en ligt in de Baskische provincie Soule.

## Geografie
De oppervlakte van Ossas-Suhare bedraagt 7,1 km², de bevolkingsdichtheid is dus 11,4 inwoners per km².
De onderstaande kaart toont de ligging van Ossas-Suhare met de belangrijkste infrastructuur en aangrenzende gemeenten.

## Demografie
Onderstaande figuur toont het verloop van het inwonertal (bron: INSEE-tellingen).